# Shimen Shuiku (reservoar i Kina, Henan, lat 32,95, long 113,30)
Shimen Shuiku (kinesiska: 石门水库) är en reservoar i Kina. Den ligger i provinsen Henan, i den centrala delen av landet, omkring 200 kilometer söder om provinshuvudstaden Zhengzhou. Shimen Shuiku ligger 181 meter över havet. Arean är 2,0 kvadratkilometer. Trakten runt Shimen Shuiku består till största delen av jordbruksmark. Den sträcker sig 2,3 kilometer i nord-sydlig riktning, och 1,8 kilometer i öst-västlig riktning.
Genomsnittlig årsnederbörd är 1 010 millimeter. Den regnigaste månaden är augusti, med i genomsnitt 197 mm nederbörd, och den torraste är januari, med 12 mm nederbörd.